# Études d'ingénieurs au Canada
Les études d'ingénieurs au Canada, sont proposées par 40 institutions, offrant 239 programmes d'ingénierie accrédités, délivrant un diplôme de baccalauréat en génie au terme de 4 années. Pour être ingénieur « accrédité », il faut que les étudiants aient suivis avec succès l'un de ces programmes. Ils ont alors la possibilité d'obtenir un permis d'ingénieur. La nécessité d'un permis pour exercer la profession d'ingénieur est une spécificité du système canadien. Néanmoins, le baccalauréat en génie accrédité est considéré comme le diplôme d'ingénieur canadien et bien que le baccalauréat en génie (niveau bac+4) nécessite environ un an de moins que le diplôme d'ingénieur français (bac+5), le permis d'ingénieur canadien est reconnu équivalent au diplôme d'ingénieur dans le cadre de l'accord Franco-Québécois sur la profession d’ingénieur. 

## Institutions accréditées
Parmi les 40 institutions accréditées, un certain nombre d'entre elles connaissent une renommée mondiale. C'est notamment le cas de l'Université du Québec à Trois-Rivières, de l'Université de l'Alberta, de l'Université de Waterloo, de l'Université Concordia,de l'Université de Sherbrooke, de l'Université Laval, de l'Université McGill, de l'Université de Toronto, de l'École de technologie supérieure et de Polytechnique Montréal. 

## Procédure d'obtention du permis
Pour obtenir le permis, la procédure est la suivante:
- Détenir un diplôme de baccalauréat en génie de l'une des institutions canadiennes accréditées ou d'une université ou d'une Haute école étrangère. Le bachelor ou la licence délivré en Europe n'est pas adéquat puisque le terme est de trois ans. Ainsi, pour les ingénieurs européens souhaitant obtenir un permis au Canada, le mieux est de considérer qu'il faut une formation complète incluant le Master (2 années supplémentaires soit un total de 5 ans). Le diplôme d'ingénieur obtenu par le passé dans les hautes écoles en Europe au terme de 4 ans est valable (les instituts universitaires professionnalisés).
- Accumuler trois ou quatre années d'expérience de travail avec un minimum de 12 mois en milieu professionnel canadien.
- Réussir un examen professionnel (pas toujours nécessaire).
- Être de bonne moralité, c'est-à-dire n'avoir aucun antécédent criminel.
- Avoir une bonne connaissance de la langue officielle de la province concernée (le français au Québec, le français ou l'anglais au Nouveau-Brunswick et l'anglais dans les autres provinces).

Le permis n'est valable que dans la province où il a été délivré. Il y a cependant des accords entre les différentes provinces pour faciliter la mobilité.